# Cupa Campionilor Europeni 1990-1991
Cupa Campionilor Europeni în sezonul 1990-1991 a fost câștigată de Steaua Roșie Belgrad, care a învins în finală formația Olympique de Marseille.

## Prima rundă
| Echipa 1             | Scor gen. | Echipa 2              | Tur | Retur |
| -------------------- | --------- | --------------------- | --- | ----- |
| APOEL                | 2–7       | Bayern München        | 2–3 | 0–4   |
| KA Akureyri          | 1–3       | ȚSKA Sofia            | 1–0 | 0–3   |
| Dinamo București     | 5–1       | St Patrick's Athletic | 4–0 | 1–1   |
| Porto                | 13–1      | Portadown             | 5–0 | 8–1   |
| Steaua Roșie Belgrad | 5–2       | Grasshopper           | 1–1 | 4–1   |
| Valletta             | 0–10      | Rangers               | 0–4 | 0–6   |
| Union Luxemburg      | 1–6       | Dynamo Dresda         | 1–3 | 0–3   |
| Malmö FF             | 5–4       | Beșiktaș              | 3–2 | 2–2   |
| Napoli               | 5–0       | Újpesti Dózsa         | 3–0 | 2–0   |
| Sparta Praga         | 0–4       | Spartak Moscova       | 0–2 | 0–2   |
| OB                   | 1–10      | Real Madrid           | 1–4 | 0–6   |
| Swarovski Tirol      | 7–1       | Kuusysi               | 5–0 | 2–1   |
| Milan                | Bye       |                       | –   | –     |
| Lillestrøm           | 1–3       | Club Brugge           | 1–1 | 0–2   |
| Lech Poznań          | 5–1       | Panathinaikos         | 3–0 | 2–1   |
| Marseille            | 5–1       | Dinamo Tirana         | 5–1 | 0–0   |

### Prima manșă
| APOEL                   | 2–3     | Bayern München                     |
| ----------------------- | ------- | ---------------------------------- |
| Gogić 5' Pantziaras 80' | Detalii | Reuter 72' McInally 87' Strunz 89' |

| KA Akureyri   | 1–0     | ȚSKA Sofia |
| ------------- | ------- | ---------- |
| Bragasson 17' | Detalii |            |

| Dinamo București                              | 4–0     | St Patrick's Athletic |
| --------------------------------------------- | ------- | --------------------- |
| Doboș 2' Damaschin 19' Mateuț 24' Cheregi 80' | Detalii |                       |

| Porto                                                 | 5–0     | Portadown |
| ----------------------------------------------------- | ------- | --------- |
| Geraldão 6' Paille 17', 77' Kostadinov 32' Branco 50' | Detalii |           |

| Steaua Roșie Belgrad | 1–1     | Grasshopper |
| -------------------- | ------- | ----------- |
| Binić 44'            | Detalii | Kozle 14'   |

| Valletta | 0–4     | Rangers                                          |
| -------- | ------- | ------------------------------------------------ |
|          | Detalii | McCoist 16' (pen.) Hateley 58' Johnston 75', 80' |

| Union Luxemburg | 1–3     | Dynamo Dresda                             |
| --------------- | ------- | ----------------------------------------- |
| Morocutti 45'   | Detalii | Gütschow 47' Birsens 78' (o.g.) Ratke 90' |

| Malmö FF                                   | 3–2     | Beșiktaș      |
| ------------------------------------------ | ------- | ------------- |
| Lindman 29' Andersson 58' Recep 61' (o.g.) | Detalii | Uçar 50', 59' |

| Napoli                       | 3–0     | Újpesti Dózsa |
| ---------------------------- | ------- | ------------- |
| Baroni 35' Maradona 43', 76' | Detalii |               |

| Sparta Praga | 0–2     | Spartak Moscova          |
| ------------ | ------- | ------------------------ |
|              | Detalii | Shalimov 25' Shmarov 58' |

| OB           | 1–4     | Real Madrid                                       |
| ------------ | ------- | ------------------------------------------------- |
| Pedersen 21' | Detalii | Aldana 17' Sánchez 26' Villarroya 82' Maqueda 88' |

| Swarovski Tirol                              | 5–0     | Kuusysi |
| -------------------------------------------- | ------- | ------- |
| Gorosito 29' Prudlo 35' Pacult 41', 60', 81' | Detalii |         |

| Lillestrøm | 1–1     | Club Brugge |
| ---------- | ------- | ----------- |
| Halle 81'  | Detalii | Staelens 4' |

| Lech Poznań                           | 3–0     | Panathinaikos |
| ------------------------------------- | ------- | ------------- |
| Jakołcewicz 2' (pen.), 19' Rzepka 64' | Detalii |               |

| Marseille                                             | 5–1     | Dinamo Tirana     |
| ----------------------------------------------------- | ------- | ----------------- |
| Papin 45' (pen.), 68', 74' Cantona 70' Vercruysse 90' | Detalii | Tahiri 89' (pen.) |

### A doua manșă
Note: All matches on or after German reunification of octombrie 3 show both Bayern München (West) and Dynamo Dresda (East) with flag of Germany.
| Bayern München                           | 4–0     | APOEL |
| ---------------------------------------- | ------- | ----- |
| Augenthaler 48' Mihajlović 64', 89', 90' | Detalii |       |

Bayern München s-a calificat cu scorul general de 7–2.
| ȚSKA Sofia                       | 3–0     | KA Akureyri |
| -------------------------------- | ------- | ----------- |
| Marashliev 19', 80' Georgiev 48' | Detalii |             |

ȚSKA Sofia s-a calificat cu scorul general de 3–1.
| St Patrick's Athletic | 1–1     | Dinamo București |
| --------------------- | ------- | ---------------- |
| Fenlon 37'            | Detalii | Mateuț 76'       |

Dinamo București s-a calificat cu scorul general de 5–1.
| Portadown  | 1–8     | Porto                                                               |
| ---------- | ------- | ------------------------------------------------------------------- |
| Fraser 36' | Detalii | Madjer 9', 15', 33', 55' Semedo 40' Paille 50', 79' Jorge Couto 81' |

Porto s-a calificat cu scorul general de 13–1.
| Grasshopper      | 1–4     | Steaua Roșie Belgrad                                       |
| ---------------- | ------- | ---------------------------------------------------------- |
| Kozle 62' (pen.) | Detalii | Pančev 12' Prosinečki 49' (pen.), 83' (pen.) Radinovic 59' |

Steaua Roșie Belgrad s-a calificat cu scorul general de 5–2.
| Rangers                                                       | 6–0     | Valletta |
| ------------------------------------------------------------- | ------- | -------- |
| Dodds 5' Spencer 6' Johnston 19', 37', 76' (pen.) McCoist 75' | Detalii |          |

Rangers s-a calificat cu scorul general de 10–0.
| Dynamo Dresda                | 3–0     | Union Luxemburg |
| ---------------------------- | ------- | --------------- |
| Jähnig 18', 45' Gütschow 34' | Detalii |                 |

Dynamo Dresda s-a calificat cu scorul general de 6–1.
| Beșiktaș              | 2–2     | Malmö FF                   |
| --------------------- | ------- | -------------------------- |
| Gültiken 30' Uçar 43' | Detalii | Ekheim 53' Skammelsrud 63' |

Malmö FF s-a calificat cu scorul general de 5–4.
| Újpesti Dózsa | 0–2     | Napoli                    |
| ------------- | ------- | ------------------------- |
|               | Detalii | Incocciati 13' Alemão 35' |

Napoli s-a calificat cu scorul general de 5–0.
| Spartak Moscova            | 2–0     | Sparta Praga |
| -------------------------- | ------- | ------------ |
| Perepadenko 33' Ivanov 51' | Detalii |              |

Spartak Moscova s-a calificat cu scorul general de 4–0.
| Real Madrid                                     | 6–0     | OB |
| ----------------------------------------------- | ------- | -- |
| Losada 14', 53', 74' Míchel 36' Aldana 46', 81' | Detalii |    |

Real Madrid s-a calificat cu scorul general de 10–1.
| Kuusysi        | 1–2     | Swarovski Tirol       |
| -------------- | ------- | --------------------- |
| Vehkakoski 71' | Detalii | Pacult 5', 50' (pen.) |

Swarovski Tirol s-a calificat cu scorul general de 7–1.
| Club Brugge        | 2–0     | Lillestrøm |
| ------------------ | ------- | ---------- |
| Booy 2' Farina 82' | Detalii |            |

Club Brugge s-a calificat cu scorul general de 3–1.
| Panathinaikos | 1–2     | Lech Poznań              |
| ------------- | ------- | ------------------------ |
| Saravakos 44' | Detalii | Pachelski 68' Moskal 85' |

Lech Poznań s-a calificat cu scorul general de 5–1.
| Dinamo Tirana | 0–0     | Marseille |
| ------------- | ------- | --------- |
|               | Detalii |           |

Marseille s-a calificat cu scorul general de 5–1.

## A doua rundă
| Echipa 1             | Scor gen. | Echipa 2        | Tur | Retur |
| -------------------- | --------- | --------------- | --- | ----- |
| Bayern München       | 7–0       | ȚSKA Sofia      | 4–0 | 3–0   |
| Dinamo București     | 0–4       | Porto           | 0–0 | 0–4   |
| Steaua Roșie Belgrad | 4–1       | Rangers         | 3–0 | 1–1   |
| Dynamo Dresda        | 2–2 (p)   | Malmö FF        | 1–1 | 1–1   |
| Napoli               | 0–0 (p)   | Spartak Moscova | 0–0 | 0–0   |
| Real Madrid          | 11–3      | Swarovski Tirol | 9–1 | 2–2   |
| Milan                | 1–0       | Club Brugge     | 0–0 | 1–0   |
| Lech Poznań          | 4–8       | Marseille       | 3–2 | 1–6   |

### Prima manșă
| Bayern München                                      | 4–0     | ȚSKA Sofia |
| --------------------------------------------------- | ------- | ---------- |
| Reuter 3', 62' (pen.) Wohlfarth 28' Augenthaler 54' | Detalii |            |

| Dinamo București | 0–0     | Porto |
| ---------------- | ------- | ----- |
|                  | Detalii |       |

| Steaua Roșie Belgrad                      | 3–0     | Rangers |
| ----------------------------------------- | ------- | ------- |
| Brown 8' (o.g.) Prosinečki 65' Pančev 74' | Detalii |         |

| Dynamo Dresda | 1–1     | Malmö FF     |
| ------------- | ------- | ------------ |
| Gütschow 45'  | Detalii | Engqvist 18' |

| Napoli | 0–0     | Spartak Moscova |
| ------ | ------- | --------------- |
|        | Detalii |                 |

| Real Madrid                                                               | 9–1     | Swarovski Tirol |
| ------------------------------------------------------------------------- | ------- | --------------- |
| Butragueño 4', 30', 48' Sánchez 7', 14', 72', 85' Hierro 37' Tendillo 80' | Detalii | Pacult 17'      |

| Milan | 0–0     | Club Brugge |
| ----- | ------- | ----------- |
|       | Detalii |             |

| Lech Poznań                             | 3–2     | Marseille              |
| --------------------------------------- | ------- | ---------------------- |
| Łukasik 31' Pachelski 41' Juskowiak 58' | Detalii | Fournier 8' Waddle 64' |

### A doua manșă
| ȚSKA Sofia | 0–3     | Bayern München                           |
| ---------- | ------- | ---------------------------------------- |
|            | Detalii | Wohlfarth 16' Effenberg 78' McInally 84' |

Bayern München s-a calificat cu scorul general de 7–0.
| Porto                                               | 4–0     | Dinamo București |
| --------------------------------------------------- | ------- | ---------------- |
| Kostadinov 3', 22' Geraldão 48' (pen.) Domingos 63' | Detalii |                  |

Porto s-a calificat cu scorul general de 4–0.
| Rangers     | 1–1     | Steaua Roșie Belgrad |
| ----------- | ------- | -------------------- |
| McCoist 76' | Detalii | Pančev 51'           |

Steaua Roșie Belgrad s-a calificat cu scorul general de 4–1.
| Malmö FF           | 1 – 1 (a.e.t.) (d.p.) | Dynamo Dresda |
| ------------------ | --------------------- | ------------- |
| Persson 72' (pen.) | Detalii               | Gütschow 19'  |
|                    | 4–5                   |               |

Dynamo Dresda 2–2 Malmö . Dynamo Dresda s-a calificat cu scorul general de 5–4 la penaltiuri.
| Spartak Moscova                                 | 0 – 0 (a.e.t.) (d.p.) | Napoli                              |
| ----------------------------------------------- | --------------------- | ----------------------------------- |
|                                                 | Detalii               |                                     |
| Karpin · Shalimov · Shmarov · Kulkov · Mostovoi | 5–3                   | Ferrara · Mauro · Baroni · Maradona |

Napoli 0–0 Spartak Moscova . Spartak Moscova s-a calificat cu scorul general de 5–3 la penaltiuri.
| Swarovski Tirol            | 2–2     | Real Madrid     |
| -------------------------- | ------- | --------------- |
| Hörtnagl 14' Linzmaier 90' | Detalii | Losada 34', 45' |

Real Madrid s-a calificat cu scorul general de 11–3.
| Club Brugge | 0–1     | Milan       |
| ----------- | ------- | ----------- |
|             | Detalii | Carbone 47' |

Milan s-a calificat cu scorul general de 1–0.
| Marseille                                              | 6–1     | Lech Poznań            |
| ------------------------------------------------------ | ------- | ---------------------- |
| Papin 19' Vercruysse 34', 45', 84' Tigana 89' Boli 90' | Detalii | Jakołcewicz 59' (pen.) |

Marseille s-a calificat cu scorul general de 8–4.

## Sferturi
| Echipa 1             | Scor gen. | Echipa 2      | Tur | Retur |
| -------------------- | --------- | ------------- | --- | ----- |
| Bayern München       | 3–1       | Porto         | 1–1 | 2–0   |
| Steaua Roșie Belgrad | 6–0       | Dynamo Dresda | 3–0 | 3–01  |
| Spartak Moscova      | 3–1       | Real Madrid   | 0–0 | 3–1   |
| Milan                | 1–4       | Marseille     | 1–1 | 0–32  |

1 – Match abandoned due to rioting after 78 mins. With Steaua Roșie Belgrad leading 2–1, they were awarded the match 3–0.
2 – With the score 1–0 to Marseille after 88 mins, the floodlights failed. Milan refused to play on when lighting was restored and Marseille were awarded the match 3–0.

### Prima manșă
| Bayern München | 1–1                 | Porto        |
| -------------- | ------------------- | ------------ |
| Bender 31'     | Detalii MatchCentre | Domingos 65' |

| Steaua Roșie Belgrad                   | 3–0                 | Dynamo Dresda |
| -------------------------------------- | ------------------- | ------------- |
| Prosinečki 20' Binić 42' Savićević 56' | Detalii MatchCentre |               |

| Spartak Moscova | 0–0                 | Real Madrid |
| --------------- | ------------------- | ----------- |
|                 | Detalii MatchCentre |             |

| Milan      | 1–1                 | Marseille |
| ---------- | ------------------- | --------- |
| Gullit 14' | Detalii MatchCentre | Papin 27' |

### A doua manșă
| Porto | 0–2                 | Bayern München       |
| ----- | ------------------- | -------------------- |
|       | Detalii MatchCentre | Ziege 19' Bender 71' |

Bayern München s-a calificat cu scorul general de 3–1.
| Dynamo Dresda      | 1–2                 | Steaua Roșie Belgrad     |
| ------------------ | ------------------- | ------------------------ |
| Gütschow 3' (pen.) | Detalii MatchCentre | Savićević 51' Pančev 71' |

The match was stopped in the 78th minute by the match referee Emilio Soriano Aladrén, due to Dynamo Dresda fans causing commotion in the stands and throwing objects onto the field. Steaua Roșie Belgrad led 2–1 at the time. UEFA awarded a 3–0 a trecut mai departe cu scorul general de to Steaua Roșie Belgrad. Steaua Roșie Belgrad s-a calificat cu scorul general de 6–0.
| Real Madrid    | 1–3                 | Spartak Moscova                |
| -------------- | ------------------- | ------------------------------ |
| Butragueño 10' | Detalii MatchCentre | Radchenko 20', 38' Shmarov 64' |

Spartak Moscova s-a calificat cu scorul general de 3–1.
| Marseille  | 1–0                 | Milan |
| ---------- | ------------------- | ----- |
| Waddle 75' | Detalii MatchCentre |       |

Milan a abandnat meciul și a pierdut la masa verde. Marseille s-a calificat cu scorul general de 4–1.

## Semifinale
| Echipa 1        | Scor gen. | Echipa 2             | Tur | Retur |
| --------------- | --------- | -------------------- | --- | ----- |
| Bayern München  | 3–4       | Steaua Roșie Belgrad | 1–2 | 2–2   |
| Spartak Moscova | 2–5       | Marseille            | 1–3 | 1–2   |

### Prima manșă
| Bayern München | 1–2                 | Steaua Roșie Belgrad     |
| -------------- | ------------------- | ------------------------ |
| Wohlfarth 22'  | Detalii MatchCentre | Pančev 45' Savićević 70' |

| Spartak Moscova | 1–3                 | Marseille                         |
| --------------- | ------------------- | --------------------------------- |
| Shalimov 58'    | Detalii MatchCentre | Pelé 27' Papin 31' Vercruysse 88' |

### A doua manșă
| Steaua Roșie Belgrad                  | 2–2                 | Bayern München             |
| ------------------------------------- | ------------------- | -------------------------- |
| Mihajlović 25' Augenthaler 90' (o.g.) | Detalii MatchCentre | Augenthaler 65' Bender 70' |

Steaua Roșie Belgrad s-a calificat cu scorul general de 4–3.
| Marseille         | 2–1                 | Spartak Moscova     |
| ----------------- | ------------------- | ------------------- |
| Pelé 34' Boli 48' | Detalii MatchCentre | Mostovoi 58' (pen.) |

Marseille s-a calificat cu scorul general de 5–2.

## Finala
| Steaua Roșie Belgrad                                  | 0–0 (d.p.)          | Marseille                       |
| ----------------------------------------------------- | ------------------- | ------------------------------- |
|                                                       | Detalii MatchCentre |                                 |
| Prosinečki · Binić · Belodedici · Mihajlović · Pančev | 5–3                 | Amoros · Casoni · Papin · Mozer |

## Golgheteri
Golgheterii sezonului de Cupa Campionilor Europeni 1990–91 sunt:
| Loc | Nume                | Echipă               | Goluri |
| --- | ------------------- | -------------------- | ------ |
| 1   | Peter Pacult        | Swarovski Tirol      | 6      |
| 1   | Jean-Pierre Papin   | Olympique Marseille  | 6      |
| 3   | Torsten Gütschow    | Dynamo Dresda        | 5      |
| 3   | Mo Johnston         | Rangers              | 5      |
| 3   | Sebastián Losada    | Real Madrid          | 5      |
| 3   | Darko Pančev        | Steaua Roșie Belgrad | 5      |
| 3   | Hugo Sánchez        | Real Madrid          | 5      |
| 3   | Philippe Vercruysse | Olympique Marseille  | 5      |
| 9   | Emilio Butragueño   | Real Madrid          | 4      |
| 9   | Rabah Madjer        | Porto                | 4      |
| 9   | Robert Prosinečki   | Steaua Roșie Belgrad | 4      |
| 12  | Adolfo Aldana       | Real Madrid          | 4      |
| 12  | Klaus Augenthaler   | Bayern München       | 4      |
| 12  | Manfred Bender      | Bayern München       | 4      |
| 12  | Emil Kostadinov     | Porto                | 3      |
| 12  | Ally McCoist        | Rangers              | 3      |
| 12  | Radmilo Mihajlović  | Bayern München       | 3      |
| 12  | Stefan Reuter       | Bayern München       | 3      |
| 12  | Dejan Savićević     | Steaua Roșie Belgrad | 3      |
| 12  | Feyyaz Uçar         | Beșiktaș             | 3      |
| 12  | Roland Wohlfarth    | Bayern München       | 3      |